# Flammoconcha stewartensis
Flammoconcha stewartensis är en snäckart som beskrevs av Dell 1952. Flammoconcha stewartensis ingår i släktet Flammoconcha och familjen Charopidae. Inga underarter finns listade i Catalogue of Life.